# Бањо ди Пјано (Болоња)
Бањо ди Пјано (итал. Bagno di Piano) је насеље у Италији у округу Болоња, региону Емилија-Ромања.
Према процени из 2011. у насељу је живело 79 становника. Насеље се налази на надморској висини од 22 м.